# Brasil en la Copa Mundial de Fútbol de 1930
La edición de 1930 del Mundial marcó la primera participación de la selección brasileña de fútbol en esta competición. Desde entonces, sería el único país en participar en todas las ediciones del torneo FIFA hasta la última edición, celebrada en 2022.
El entrenador era Píndaro de Carvalho Rodrigues y el capitán era Preguinho. Brasil quedó eliminado en la primera fase y terminó en sexto lugar.

## Preparación
Una pelea entre Río de Janeiro y São Paulo significó que los jugadores de São Paulo no participaran en la Copa del Mundo. Con sede en Río de Janeiro, la Confederación Brasileña de Deportes no quiso admitir a un miembro de la Associação Paulista de Esportes Atléticos en el comité técnico del equipo. Irritada, la Associação Paulista de Esportes Atléticos no regaló a ningún jugador paulista. El único era Araken Patusca, que estaba peleando con Santos FC y firmó contrato con Flamengo para competir en la copa.
Brasil se trasladó a Uruguay en un barco de vapor, en un viaje que duró tres días.
La "división" entre los dos estados fue tan grande que la derrota de Brasil por 2-1 ante Yugoslavia provocó que varios paulistas celebraran la "derrota del pueblo de Río".

### Campaña
En el primer partido contra Yugoslavia, los brasileños tardaron en entrar en juego y Yugoslavia anotó 2 a 0. Brasil jugó de blanco (como fue hasta 1953). En el minuto 21 del partido, Đorđe Vujadinović disparó débilmente. El portero Joel saltó, pero el balón se desvió en el defensa Itália, dejando que el extremo derecho Aleksandar Tirnanić rematara a portería vacía. Nueve minutos después, el balón entró en el área de Brasil. Aparentemente fue una jugada tranquila, pero el defensa Brilhante golpeó mal y el balón cayó al delantero centro desmarcado Ivan Bek, quien amplió el marcador disparando a la esquina. Al final del primer tiempo, el árbitro uruguayo Aníbal Tejada anuló un gol de Vujadinović por fuera de juego. En el segundo tiempo, Fausto centró, Preguinho disputó con el capitán Ivković y marcó el primer gol brasileño en Mundiales.
En el segundo partido, Brasil venció fácilmente a Bolivia, jugando con un equipo muy modificado. Carvalho Leite dispara al poste y Moderato consigue el rebote. 1 a 0. Centro de Moderato y remate de Preguinho. 2 a 0. Otro centro de Moderato a Preguinho. 3 a 0. Prego dispara y Moderato consigue el rebote. 4 a 0.
El gran destaque de Brasil fue el mediocampista Fausto dos Santos, quien se ganó el apodo de "Milagro Negro" por la crónica deportiva uruguaya.

## Jugadores
| #     | Nac | Nombre                        | Posición                      | Edad                          | Club                          |
| ----- | --- | ----------------------------- | ----------------------------- | ----------------------------- | ----------------------------- |
|       |     | Araken                        | Delantero                     | 24                            | Flamengo                      |
|       |     | Benedicto                     | Delantero                     | 20                            | Botafogo                      |
|       |     | Brilhante                     | Defensa                       | 25                            | Vasco da Gama                 |
|       |     | Carvalho Leite                | Delantero                     | 18                            | Botafogo                      |
|       |     | Fausto                        | Mediocampista                 | 25                            | Vasco da Gama                 |
|       |     | Fernando                      | Mediocampista                 | 24                            | Fluminense                    |
|       |     | Fortes                        | Mediocampista                 | 28                            | Fluminense                    |
|       |     | Hermógenes                    | Mediocampista                 | 21                            | America de Río                |
|       |     | Itália                        | Defensa                       | 23                            | Vasco da Gama                 |
|       |     | Ivan Mariz                    | Mediocampista                 | 20                            | Fluminense                    |
|       |     | Joel                          | Portero                       | 26                            | America RJ                    |
|       |     | Manoelzinho                   | Delantero                     | 22                            | Ypiranga                      |
|       |     | Moderato                      | Delantero                     | 27                            | Flamengo                      |
|       |     | Nilo                          | Delantero                     | 27                            | Botafogo                      |
|       |     | Oscarino                      | Defensa                       | 23                            | Ypiranga                      |
|       |     | Pamplona                      | Mediocampista                 | 26                            | Botafogo                      |
|       |     | Poly                          | Delantero                     | 21                            | Americano                     |
|       |     | Preguinho                     | Delantero                     | 25                            | Fluminense                    |
|       |     | Russinho                      | Delantero                     | 27                            | Vasco da Gama                 |
|       |     | Teóphilo                      | Delantero                     | 30                            | São Cristóvão                 |
|       |     | Velloso                       | Portero                       | 21                            | Fluminense                    |
|       |     | Zé Luiz                       | Defensa                       | 25                            | São Cristóvão                 |
| D. T. |     | Píndaro de Carvalho Rodrigues | Píndaro de Carvalho Rodrigues | Píndaro de Carvalho Rodrigues | Píndaro de Carvalho Rodrigues |

## Participación

### Grupo B
| Equipo     | Pts | PJ | PG | PE | PP | GF | GC | Dif |
| ---------- | --- | -- | -- | -- | -- | -- | -- | --- |
| Yugoslavia | 4   | 2  | 2  | 0  | 0  | 6  | 1  | 5   |
| Brasil     | 2   | 2  | 1  | 0  | 1  | 5  | 2  | 3   |
| Bolivia    | 0   | 2  | 0  | 0  | 2  | 0  | 8  | -8  |

| 14 de julio de 1930, 12:45 | Yugoslavia             | 2:1 (2:0) | Brasil        | Estadio Parque Central, Montevideo                        |                                                           |
|                            | Tirnanić 21' · Bek 30' | Reporte   | Preguinho 62' | Asistencia: 24 059 espectadores Árbitro(s): Aníbal Tejada | Asistencia: 24 059 espectadores Árbitro(s): Aníbal Tejada |

| 20 de julio de 1930, 13:00 | Brasil                                 | 4:0 (1:0) | Bolivia | Estadio Centenario, Montevideo                          |                                                         |
|                            | Moderato 37', 73' · Preguinho 67', 83' | Reporte   |         | Asistencia: 25 466 espectadores Árbitro(s): John Balway | Asistencia: 25 466 espectadores Árbitro(s): John Balway |

### Goleadores
| N.° | Jugador   | Goles | PJ |
| --- | --------- | ----- | -- |
| 1.° | Preguinho | 3     | 2  |
| 2.° | Moderato  | 2     | 2  |

## Asistencias
| N.° | Jugador           | Asistencias | PJ |
| --- | ----------------- | ----------- | -- |
| 1.° | Moderato          | 2           | 2  |
| 2.° | Fausto dos Santos | 1           | 2  |